# Leszek Kołakowski

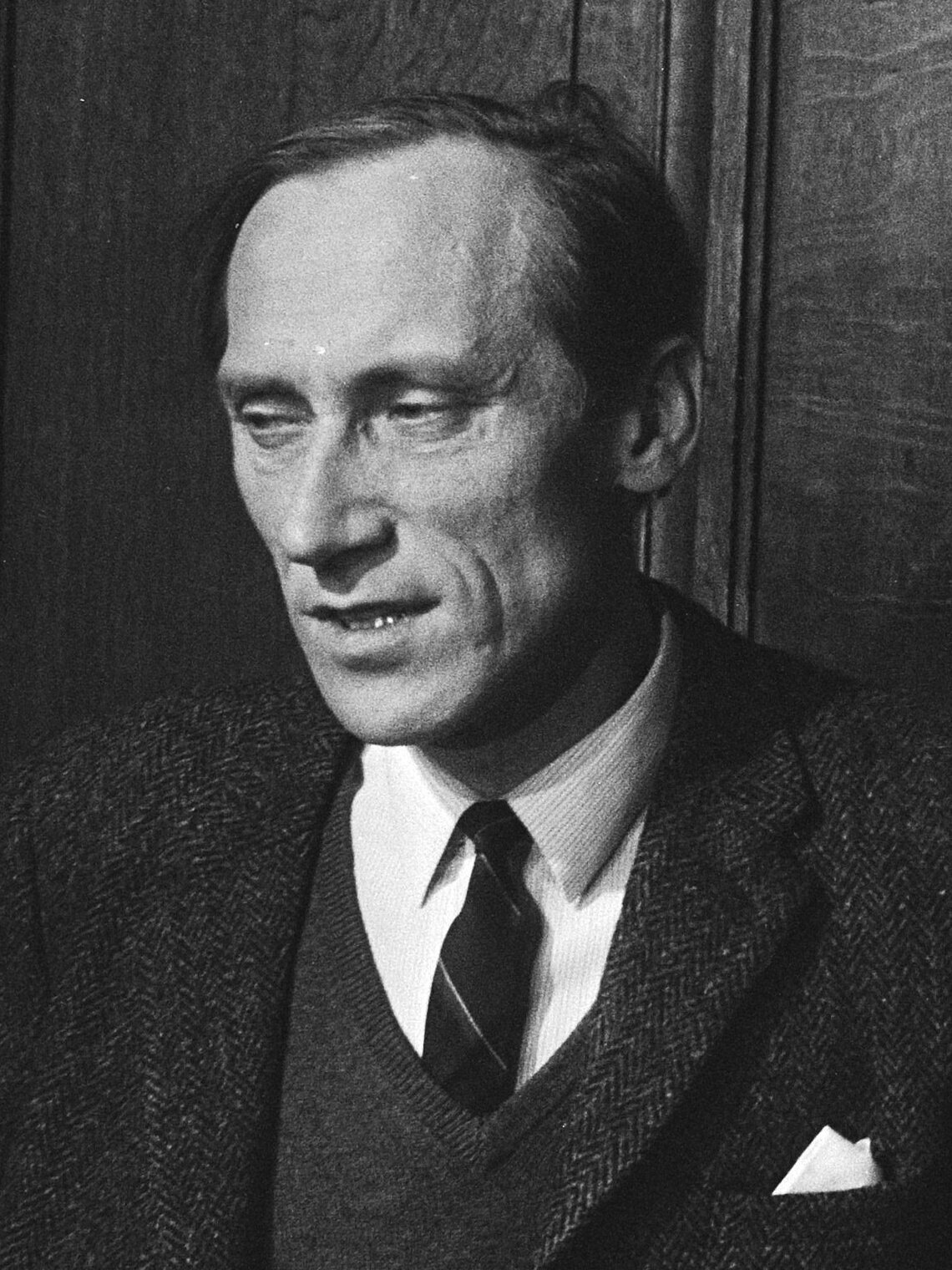
Leszek Kołakowski w 1971 r.

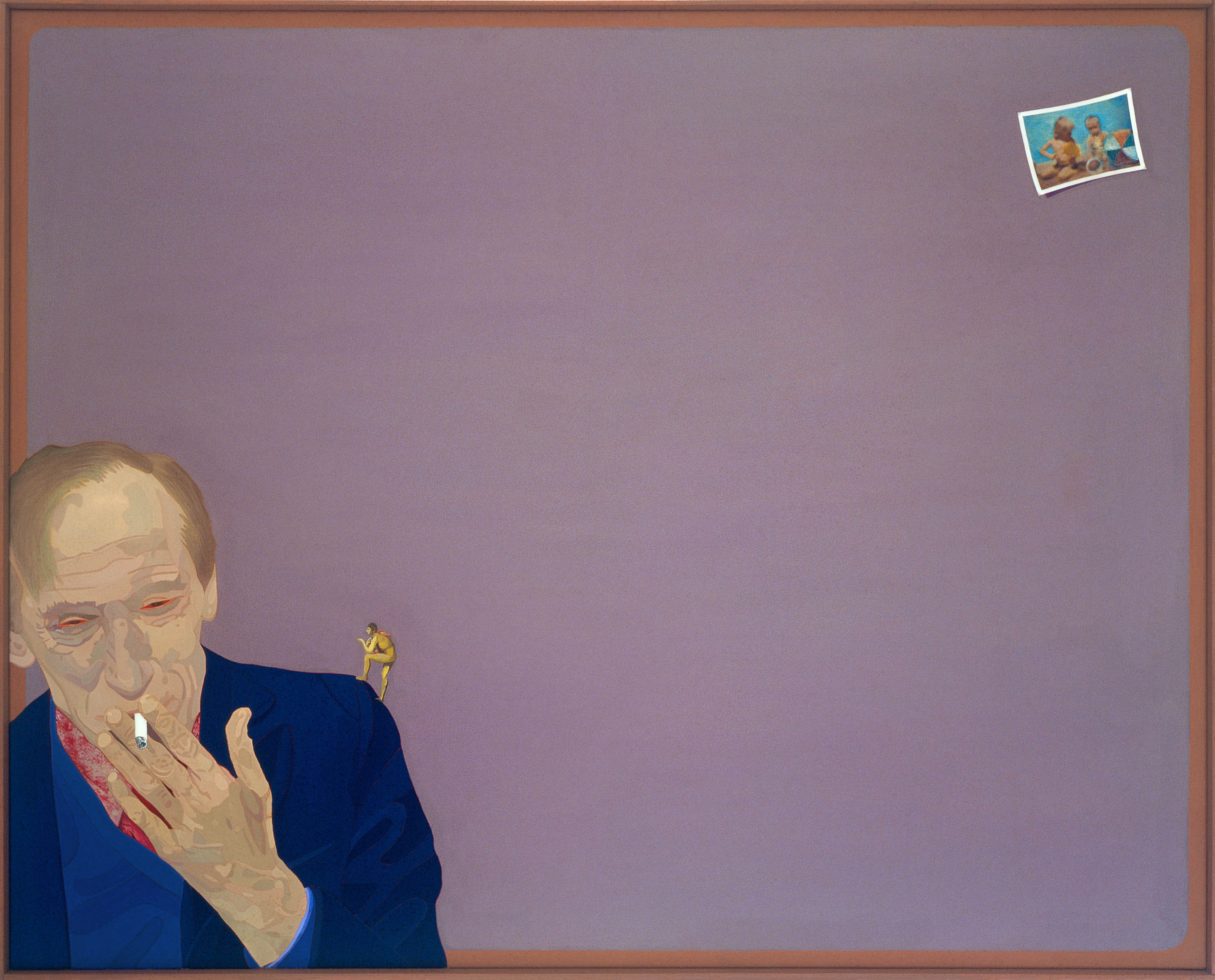
Portret Leszka Kołakowskiego autorstwa Ewy Kuryluk (1978)

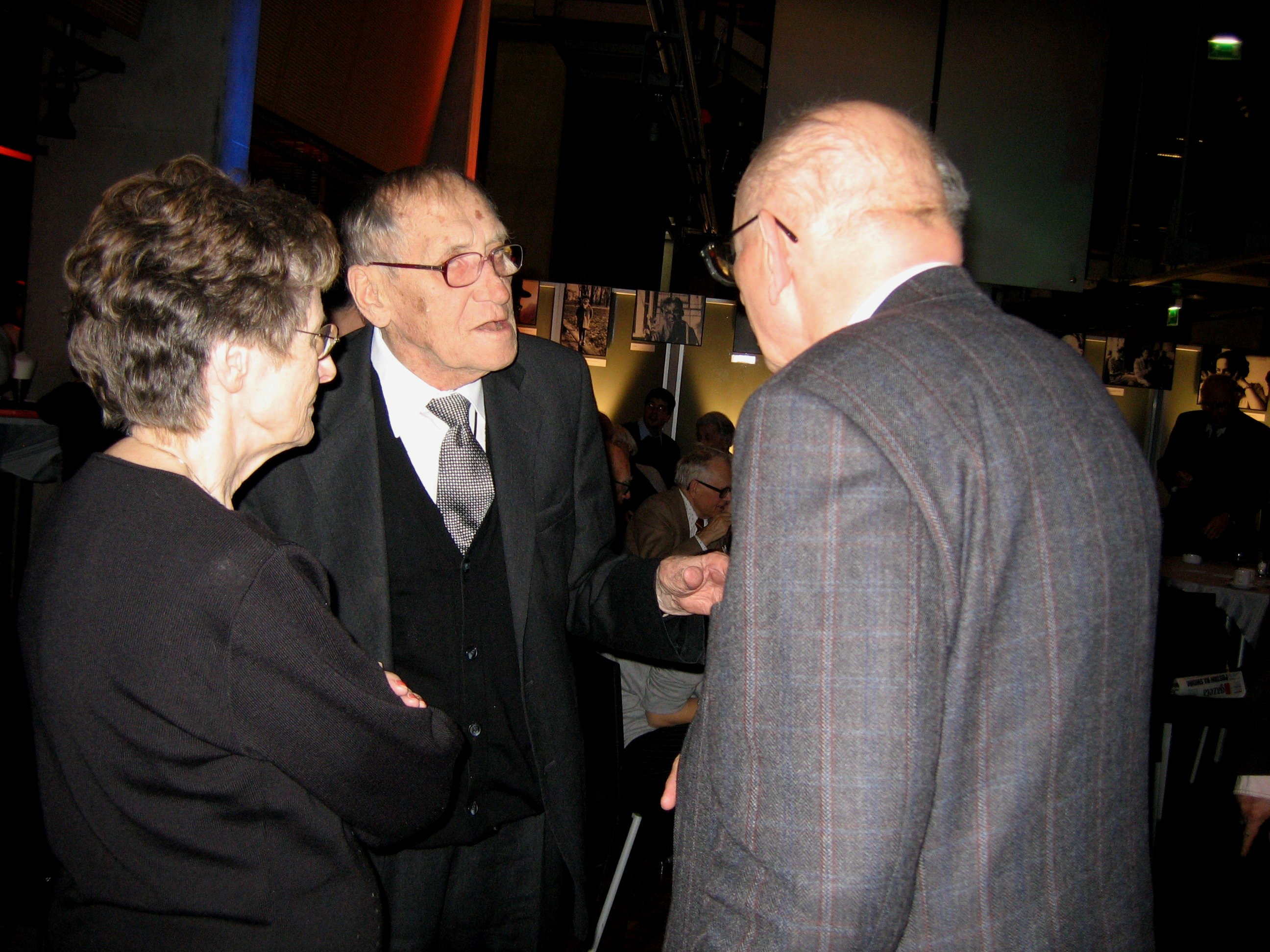
Leszek Kołakowski w rozmowie z Zofią i Władysławem Bartoszewskimi – jubileusz 80-lecia urodzin w „Gazecie Wyborczej”, Warszawa, 23 października 2007

Leszek Kołakowski (ur. 23 października 1927 w Radomiu, zm. 17 lipca 2009 w Oksfordzie) – polski filozof, literat i działacz polityczny; eseista, publicysta i prozaik, popularyzator wiedzy. profesor zwyczajny związany z Uniwersytetem Warszawskim i Oksfordzkim, członek rzeczywisty Polskiej Akademii Nauk. Kawaler Orderu Orła Białego, laureat Nagrody Erazma (1983), Nagrody Klugego (2003) i kilkunastu innych wyróżnień.
Jako filozof zajmował się głównie historią filozofii, szerszą historią idei oraz filozofią kultury i religii; na Uniwersytecie Warszawskim kierował Katedrą Historii Filozofii Nowożytnej. W polityce był początkowo socjalistą, współpracując z władzami Polski Ludowej, jednak jako rewizjonista popadł z nimi w konflikt. Od czasu protestów z 1968 roku był po stronie opozycji antykomunistycznej, przez co emigrował. Angażował się m.in. w Komitet Obrony Robotników (KOR). Upowszechniał filozofię m.in. przez książki, z których jedną zekranizowano w czasach III Rzeczpospolitej. Występował też w telewizji państwowej; jego wykłady popularne również wydano drukiem.

## Życiorys
Lata dzieciństwa i szkoły powszechnej spędził w Radomiu i Łodzi, gdzie mieszkał do września 1939, wychowywany przez ojca. Od wybuchu II wojny światowej do 1942 roku mieszkał we wsi Skórnice, później w Garbatce k. Kozienic, a okresowo, w tym cały 1943 rok, również w Warszawie. Mieszkał wtedy między innymi w jednym mieszkaniu razem z ratowanymi przez Irenę Sendlerową Żydami. W 1943 roku ojciec Leszka Kołakowskiego został aresztowany przez Gestapo i zgładzony na Pawiaku. Po śmierci ojca Kołakowski pozostawał pod opieką ciotki mieszkającej na Żoliborzu, a następnie mieszkał na Saskiej Kępie, u Kazimierza Błeszyńskiego. Pod koniec okupacji Leszek Kołakowski zdał małą maturę, częściowo w Warszawie, a częściowo w Radomiu. Kołakowski już w młodzieńczych latach deklarował się jako „bezwyznaniowy”.

Mój ojciec uważał, że chrzest dzieci jest niewłaściwy. Miał pod tym względem przekonania podobne jak anabaptyści. Człowiek może się ochrzcić, kiedy jest już starszy, z własnej woli”.

Pod koniec 1945 r. przeniósł się do Łodzi, gdzie rozpoczął studia na Uniwersytecie Łódzkim. W tymże roku wstąpił do komunistycznego Akademickiego Związku Walki Młodych „Życie”. W 1945 r. wstąpił również do PPR. W 1949 r., wraz z żoną, przeniósł się do Warszawy, gdzie mieszkał najpierw w domu studenckim, a następnie we własnym mieszkaniu na Mokotowie.
W marcu 1950 był w gronie ośmiu studentów, członków PZPR, którzy wystąpili z listem otwartym atakującym Władysława Tatarkiewicza, protestując przeciwko dopuszczaniu na prowadzonym przez niego seminarium do czysto politycznych wystąpień o charakterze wyraźnie wrogim budującej socjalizm Polsce. Kilka miesięcy później Tatarkiewiczowi odebrano prawo do wykładania i prowadzenia zajęć. Jako członek PZPR był pracownikiem Instytutu Kształcenia Kadr Naukowych przy KC PZPR.
W 1953 r. obronił w Instytucie Filozofii Uniwersytetu Warszawskiego doktorat dotyczący filozofii Barucha Spinozy pt. Nauka Spinozy o wyzwoleniu człowieka, przygotowany pod kierunkiem Adama Schaffa (recenzentami byli Maria Ossowska i Tadeusz Kroński). Był jednym ze współtwórców warszawskiej szkoły historyków idei, profesorem, a w latach 1957–1968 kierownikiem katedry historii filozofii nowożytnej na Uniwersytecie Warszawskim. Jako czołowy rewizjonista marksistowski był według słów Adama Michnika „przywódcą intelektualnym i moralnym rewolty duchowej polskiego Października” 1956. W roku 1957 został redaktorem naczelnym „Studiów Filozoficznych”.
W 1965 r., wraz z Marią Ossowską i Tadeuszem Kotarbińskim, sporządził opinię w sprawie pojęcia wiadomości, która została wykorzystana przez obronę w procesie Jacka Kuronia i Karola Modzelewskiego, oskarżonych o „rozpowszechnianie (...) fałszywych wiadomości” w napisanym przez nich Liście otwartym do Partii.
Symboliczną i przełomową datą w życiu Kołakowskiego był 21 października 1966. W tym dniu wygłosił na Wydziale Historycznym UW wykład „Rozwój kultury polskiej w ostatnim 10-leciu” upamiętniający Przełom październikowy, a dotyczący sytuacji panującej w polskiej kulturze. Nie jest to jednoznaczny początek nowej drogi Kołakowskiego, lecz raczej kulminacyjny punkt przemyśleń dotyczących zależności pomiędzy marksizmem a religią, oraz publiczne wyrażenie swych wniosków wynikających z tych przemyśleń. W eseju o Jezusie Chrystusie z 1965 pisał między innymi:

Osoba i nauka Jezusa nie mogą zostać usunięte z naszej kultury ani unieważnione, jeśli kultura ta ma istnieć i tworzyć się nadal.

Za zbyt radykalną krytykę władz i odchodzenie w nauczaniu studentów od oficjalnego kanonu marksizmu jeszcze 27 października 1966 wydalono go z partii. W jego obronie wysłano do KC list sygnowany przez piętnastu literatów i intelektualistów, w którym domagano się przywrócenia Kołakowskiego w prawach członka. Pod listem podpisali się między innymi: Paweł Beylin, Marian Brandys, Jacek Bocheński, Tadeusz Konwicki, Igor Newerly, Julian Stryjkowski i Wiktor Woroszylski. W 1968, za udział w wydarzeniach marcowych, odebrano mu prawo wykładania i publikowania, co zmusiło go do emigracji.
Po krótkim pobycie w Paryżu Kołakowski wyjechał najpierw do Montrealu, gdzie na przełomie 1968 i 1969 r. wykładał na Uniwersytecie McGilla, a następnie do Kalifornii. Po roku wykładów w Berkeley przeniósł się ostatecznie do Anglii. Tam też mieszkał do śmierci. Jego słynny esej Tezy o nadziei i beznadziejności, opublikowany w paryskiej „Kulturze” w 1971 r., stworzył intelektualny fundament dla strategii opozycji antykomunistycznej, inspirując powstanie Komitetu Obrony Robotników i Uniwersytetu Latającego.
W grudniu 1975 roku był sygnatariuszem protestu przeciwko zmianom w Konstytucji Polskiej Rzeczypospolitej Ludowej (List 59). Przypisuje mu się m.in. pomysł stworzenia w PRL wolnych związków zawodowych. Współpracował z Polskim Porozumieniem Niepodległościowym w kraju. W latach 1977–1980 był oficjalnym przedstawicielem KOR-u za granicą i odpowiadał za kontakty między środowiskiem KOR-u i emigracją.

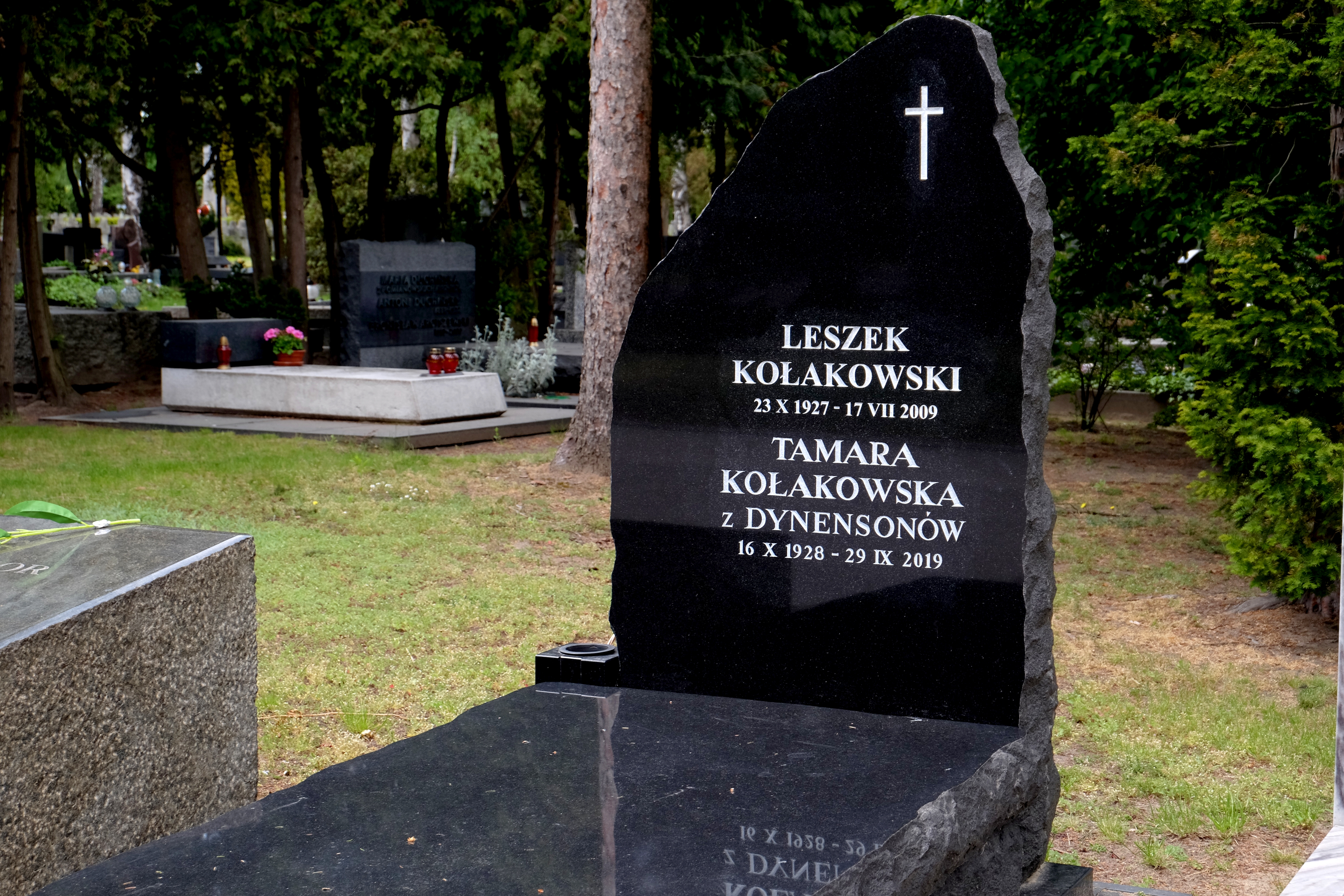
Grobowiec Leszka Kołakowskiego i jego żony Tamary na cmentarzu Wojskowym na Powązkach

W Anglii na stałe związał się z Uniwersytetem Oksfordzkim, gdzie w latach 1972–1991 zajmował stanowisko badawcze odpowiadające profesorskiemu (Senior Research Fellow) w All Souls College, a po przejściu na emeryturę przyznano mu tytuł Honorary Member of Staff. Był promotorem obronionego w 1976 doktoratu Gillian Rose. Oprócz tego wykładał na Uniwersytecie Yale, Uniwersytecie Kalifornijskim w Berkeley oraz Uniwersytecie Chicagowskim, gdzie pracował jako profesor wizytujący.
W 1991 r. został członkiem rzeczywistym Polskiej Akademii Nauk. Był członkiem Fundacji im. Stefana Batorego oraz Stowarzyszenia Pisarzy Polskich, członkiem honorowym Radomskiego Towarzystwa Naukowego. 29 kwietnia 2005 Leszek Kołakowski z inicjatywy Stowarzyszenia Przyjaciół Garbatki otrzymał tytuł Honorowego Obywatela Gminy Garbatka-Letnisko (przebywał w niej w czasach II wojny światowej). Od 2006 r. był honorowym członkiem Rady Fundacji Centrum Twórczości Narodowej.
Zmarł 17 lipca 2009 w szpitalu w Oksfordzie. Jego ciało zostało 28 lipca sprowadzone do Polski, a 29 lipca pochowane na cmentarzu Wojskowym na Powązkach (kwatera 2A-aleja zasłużonych-6).

## Rodzina
Był synem Jerzego Juliana Kołakowskiego, działacza społecznego i oświatowego, publikującego pod pseudonimem Jerzy Karon. Matką była Lucyna Eugenia z Pietrusiewiczów, siostra ministra budownictwa Stefana Pietrusiewicza oraz przedwojennego prezydenta Radomia Wiktora Pietrusiewicza. Zmarła w szpitalu psychiatrycznym w Tworkach, gdy Leszek Kołakowski miał 3 lata. Jego ojczysta babka, Aniela z Siedleckich, pochodziła z neofickiej rodziny żydowskiej - była córką Majera i Chany z Piórów. Rodzina Kołakowskich po mieczu była pochodzenia chłopskiego i mazurskiego. Najstarszym znanym przodkiem jest Michał Kołakowski, który był wyznania ewangelickiego i w pierwszej połowie XIX wieku mieszkał w Bartkach w parafii Marwałd (Marwalde).
Jego żoną była Tamara z domu Dynenson (1928–2019), z wykształcenia psychiatra. Ich córką jest Agnieszka Kołakowska.

## Prace filozoficzne
Pierwszym tekstem Kołakowskiego skonfiskowanym przez cenzurę, a zarazem pierwszym, który zaczął funkcjonować poza oficjalnym systemem, był napisany w 1956 dla „Po Prostu” manifest Czym jest socjalizm. W 1957 ogłosił w tym samym piśmie tekst Sens ideowy pojęcia lewicy, który wraz z cyklem esejów „Światopogląd a życie codzienne” dla „Przeglądu Kulturalnego” odegrał istotną rolę w kształtowaniu się rewizjonizmu marksistowskiego w Polsce. Sens ideowy pojęcia lewicy ukazał się w przekładzie angielskim jako The Concept of the Left w pierwszej antologii pism Nowej Lewicy pt. The New Left Reader w 1969. W 1957 Kołakowski opublikował także w „Nowej Kulturze” (nr 35) artykuł Spisek pięknoduchów. Odpowiedzialność i historia, który trafił do pierwszego wydania jego esejów w języku angielskim (Marxism and Beyond: On Historical Understanding and Individual Responsibility, tłum. Jane Zielonko, 1969).
W 1958 r. Kołakowski opublikował monografię Jednostka i nieskończoność. Wolność i antynomie wolności w filozofii Spinozy, w której posługiwał się już warsztatem nie tylko historyka filozofii, ale również historyka idei. Filozofii XVII wieku pozostawał wierny w kolejnych swoich pracach. W 1965 opublikował głośne studium Świadomość religijna i więź kościelna, uznawane z jednej strony za aluzyjną krytykę realnego socjalizmu w historycznym kostiumie, a z drugiej strony za wnikliwą analizę przemian religijności w XVII wieku. Kołakowski zarysowywał napięcie między indywidualną religijnością a wymaganiami wspólnotowego kościoła w ruchach protestanckich. Odczytywano to jako sprzeczność między jednostkowym zaangażowaniem intelektualisty a autorytarną rzeczywistością systemu.
W latach 1968–1976 napisał trzytomową pracę Główne nurty marksizmu. Powstanie, rozwój, rozkład, gdzie w sposób przekrojowy opisał rozwój tej doktryny, obalając wiele mitów i półprawd obecnych w dyskusjach na ten temat w krajach za żelazną kurtyną. Od 1966 jego zainteresowania zaczęły ewoluować w stronę filozofii kultury i etyki. W latach 1967–1975 wydał m.in.: Kulturę i fetysze, Obecność mitu, Husserl i poszukiwanie pewności.
Pod koniec życia głównym przedmiotem jego zainteresowań filozoficznych była historia filozofii, zwłaszcza od XVIII w., w tym doktryny liberalizmu, a także filozofia kultury oraz religii.
Oprócz tekstów filozoficznych spod pióra Kołakowskiego wyszły również utwory o charakterze literackim, choć również poruszające tematykę filozoficzną. Przykładem może być zbiór utworów 13 bajek z królestwa Lailonii dla dużych i małych, w oparciu o który zrealizowano cykl filmów animowanych „Czternaście bajek z Królestwa Lailonii Leszka Kołakowskiego”. Podobny charakter mają także utwory literackie Rozmowy z Diabłem i Cztery bajki o identyczności. W przypowiastkach i bajkach Kołakowski w przystępnej i atrakcyjnej literacko formie analizuje zagadnienia i paradoksy filozoficzne lub przedstawia dyskusje pomiędzy różnymi szkołami i doktrynami.
W 1996 r. nagrał dla Telewizji Polskiej 30 miniwykładów poświęconych ważnym zagadnieniom filozofii kultury (m.in. władzy, tolerancji, zdradzie, równości, sławie, kłamstwu), wydane następnie w formie książkowej jako Mini wykłady o maxi sprawach. W 2004 rozpoczął telewizyjne wykłady z serii O co nas pytają wielcy filozofowie.

## Publikacje
- Szkice o filozofii katolickiej, Państwowe Wydawnictwo Naukowe, Warszawa 1955.
- Wykłady o filozofii średniowiecznej, Państwowe Wydawnictwo Naukowe, Warszawa 1956.
- Światopogląd i życie codzienne, Państwowy Instytut Wydawniczy, Warszawa 1957.
- Pochwała niekonsekwencji. Pisma rozproszone z lat 1955–1968, Zbigniew Mentzel (red.), Puls, Londyn 1989, wyd. II Londyn, 2002.
- Jednostka i nieskończoność. Wolność i antynomie wolności w filozofii Spinozy, Państwowe Wydawnictwo Naukowe, Warszawa 1958.
- Wybrane teksty z historii filozofii. Filozofia XVII wieku. Francja, Holandia, Niemcy, Państwowe Wydawnictwo Naukowe, Warszawa 1959 (antologia tekstów filozoficznych).
- Notatki o współczesnej kontrreformacji, Książka i Wiedza, Warszawa 1962.
- 13 bajek z Królestwa Lailonii dla dużych i małych, Czytelnik, Warszawa 1963.
- Klucz niebieski albo opowieści budujące z historii świętej zebrane, Państwowy Instytut Wydawniczy, Warszawa 1964.
- Rozmowy z diabłem, Państwowy Instytut Wydawniczy, Warszawa 1965.
- Świadomość religijna i więź kościelna. Studia nad chrześcijaństwem bezwyznaniowym siedemnastego wieku, Państwowe Wydawnictwo Naukowe, Warszawa 1965.
- Wybrane teksty z historii filozofii. Filozofia egzystencjalna, Państwowe Wydawnictwo Naukowe, Warszawa 1965 (antologia tekstów filozoficznych; z Krzysztofem Pomianem).
- Filozofia pozytywistyczna (od Hume’a do Koła Wiedeńskiego), Państwowe Wydawnictwo Naukowe, Warszawa 1966.
- Kultura i fetysze, Państwowe Wydawnictwo Naukowe, Warszawa 1967.
- Obecność mitu, Instytut Literacki, Paryż 1972.
- Husserl i poszukiwanie pewności, tłum. P. Marciszuk, Aletheia, Warszawa 1990.
- Główne nurty marksizmu. Powstanie – rozwój – rozkład, Instytut Literacki, Paryż 1976–1978.
- Czy diabeł może być zbawiony i 27 innych kazań, Aneks, Londyn 1982.
- Moje słuszne poglądy na wszystko, Znak, Kraków 1999.
- Religion. If there is no God..., Oxford University Press, New York 1982.
- Totalitarianism and the Virtue of the Lie, w: Irving Howe, 1984 Revisited. Totalitarianism in Our Century, Harper & Row, New York 1983.
  - Jeśli Boga nie ma... O Bogu, Diable, Grzechu i innych zmartwieniach tak zwanej filozofii religii, tłum. Tadeusz Baszniak, Maciej Panufnik, Aneks, Londyn 1987.
- Metaphysical Horror, Basil Blackwell, Oxford 1988.
  - Horror metaphysicus, tłum. Maciej Panufnik, Res Publica, Warszawa 1990.
- Bóg nam nic nie jest dłużny. Krótka uwaga o religii Pascala i o duchu jansenizmu, tłum. Ireneusz Kania, Kraków 1994.
- Bergson, Wydawnictwo Naukowe PWN, Warszawa 1997.
- Mini wykłady o maxi sprawach, Znak, Kraków 2003 (trzy serie w jednym tomie).
  - „O władzy”. republika.pl. [zarchiwizowane z tego adresu (2004-12-16)]..
  - „O podróżach”. skg.uw.edu.pl. [zarchiwizowane z tego adresu (2006-09-27)]..
- 128 bardzo ładnych wierszy stworzonych przez 68 poetek i poetów polskich, Znak, Kraków 2003 (wybór dokonany przez Leszka Kołakowskiego).
- O co nas pytają wielcy filozofowie. Seria I, Znak, Kraków 2004.
- Wśród znajomych. O różnych ludziach mądrych, zacnych, interesujących i o tym, jak czasy swoje urabiali, Znak, Kraków 2004. ISBN 83-240-0500-5.
- Czy Pan Bóg jest szczęśliwy i inne pytania, Znak, Kraków 2009.
- Sen, G+J RBA, National Geographic, fotografie Judyta Papp 2009.
  - „Pytania prof. Leszka Kołakowskiego”.
- Jezus ośmieszony. Esej apologetyczny i sceptyczny, Znak, Kraków 2014.
- Niepewność epoki demokracji, Znak, Kraków 2014.

## Nagrody i wyróżnienia
Doktoraty honorowe
Przyznało mu je kilka uczelni polskich i co najmniej jedna zagraniczna:
- Uniwersytet Szczeciński,
- Uniwersytet Gdański[33],
- Uniwersytet Łódzki[34],
- Uniwersytet Wrocławski,
- Central European University[35].

Inne zaszczyty
- 1969: Jurzykowski Prize,
- 1977: Nagroda Pokojowa Księgarzy Niemieckich,
- 1981: Prix Européen d’Essai,
- 1983: Nagroda Erazma,
- 1983: MacArthur Fellowship,
- 1986: Jefferson Award,
- 1988: nagroda Polskiego Pen Club-u,
- 1991: Ernst Bloch Preis,
- 1992: Nagroda Polskiego PEN Clubu im. Jana Parandowskiego[36],
- 1993: Prix Tocqueville,
- 1994: Honorowe obywatelstwo miasta Radomia,
- 1997: Premio Nonino,
- 1997: Order Orła Białego[37],
- 2003: Nagroda Biblioteki Kongresu Stanów Zjednoczonych im. Johna Klugego (nagrodą jest również milion dolarów),
- 2006: Medal świętego Jerzego,
- 2007: Nagroda Jerozolimska.

## Upamiętnienie
- Archiwum i księgozbiór Leszka Kołakowskiego zostały przekazane w darze Bibliotece Narodowej[38].
- W 2016 roku Fundacja na rzecz Nauki Polskiej ustanowiła Honorowe Stypendium im. Leszka Kołakowskiego. Ma ono służyć promocji polskiej myśli filozoficznej na świecie oraz uczcić dorobek Leszka Kołakowskiego. Stypendium jest przyznawane co 2 lata przez międzynarodowe jury. Finansuje go Fundacja na rzecz nauki Polskiej i Fundusz im. Prof. Leszka Kołakowskiego[39].